# Fairytale (bài hát của Alexander Rybak)
"Fairytale" là một ca khúc được viết và đặt lời bởi ca sĩ/nhạc công violon người Na Uy Alexander Rybak, và là đĩa đơn đầu tay của anh cho album Fairytales. Bài hát đã chiến thắng trong cuộc thi Eurovision Song Contest 2009 tại Moskva, Nga.
Trong vòng loại tuyển chọn cấp quốc gia Na Uy, cuộc thi Melodi Grand Prix 2009, "Fairytale" của Rybak giành được số điểm tổng cộng từ ban giám khảo và hệ thống bình chọn qua vô tuyến là 747.888, là con số lớn nhất trong lịch sử cuộc thi, vượt xa ca khúc về nhì hơn 600.000 lượt bình chọn, là chiến thắng rõ ràng nhất trong lịch sử Melodi Grand Prix.
Tại Eurovision Song Contest 2009, Rybak lại lập kỉ lục cho cuộc thi với điểm chung cuộc 387 (điểm tối đa có thể đạt được là 492), vượt kỉ lục trước đó 292 của Lordi tại Eurovision Song Contest 2006. Điểm trung bình 9,4 qua hệ thống bình chọn qua vô tuyến từ tất cả các quốc gia tham dự cũng là kỉ lục kể từ khi hệ thống này được đưa vào sử dụng từ năm 1998.
Một phiên bản tiếng Nga của bài hát cũng đã được phát hành bởi Rybak, với tên gọi Skazka (tiếng Nga: Сказка).

## Xếp hạng và chứng nhận

### Bảng xếp hạng
| Bảng xếp hạng (2009)               | Vị trí cao nhất |
| ---------------------------------- | --------------- |
| Anh Quốc (OCC)                     | 10              |
| Áo (Ö3 Austria Top 40)             | 10              |
| Bỉ (Ultratop 50 Flanders)          | 1               |
| Bỉ (Ultratop 50 Wallonia)          | 4               |
| Châu Âu (European Hot 100 Singles) | 3               |
| Đan Mạch (Tracklisten)             | 1               |
| Phần Lan (Suomen virallinen lista) | 1               |
| Đức (GfK)                          | 4               |
| Ireland (IRMA)                     | 2               |
| Hà Lan (Single Top 100)            | 2               |
| Hà Lan (Dutch Top 40)              | 14              |
| Na Uy (VG-lista)                   | 1               |
| Séc (IFPI)                         | 95              |
| Slovakia (IFPI)                    | 34              |
| Tây Ban Nha (PROMUSICAE)           | 35              |
| Thụy Điển (Sverigetopplistan)      | 1               |
| Thụy Sĩ (Schweizer Hitparade)      | 3               |
| Úc (ARIA)                          | 67              |

## Phát hành
| Vùng           | Ngày                | Định dạng        |
| -------------- | ------------------- | ---------------- |
| Na Uy          | 12 tháng 1 năm 2009 | Download nhạc số |
| Đức            | 15 tháng 5 năm 2009 | Download nhạc số |
| Vương quốc Anh | 17 tháng 5 năm 2009 | Download nhạc số |